# Lagune

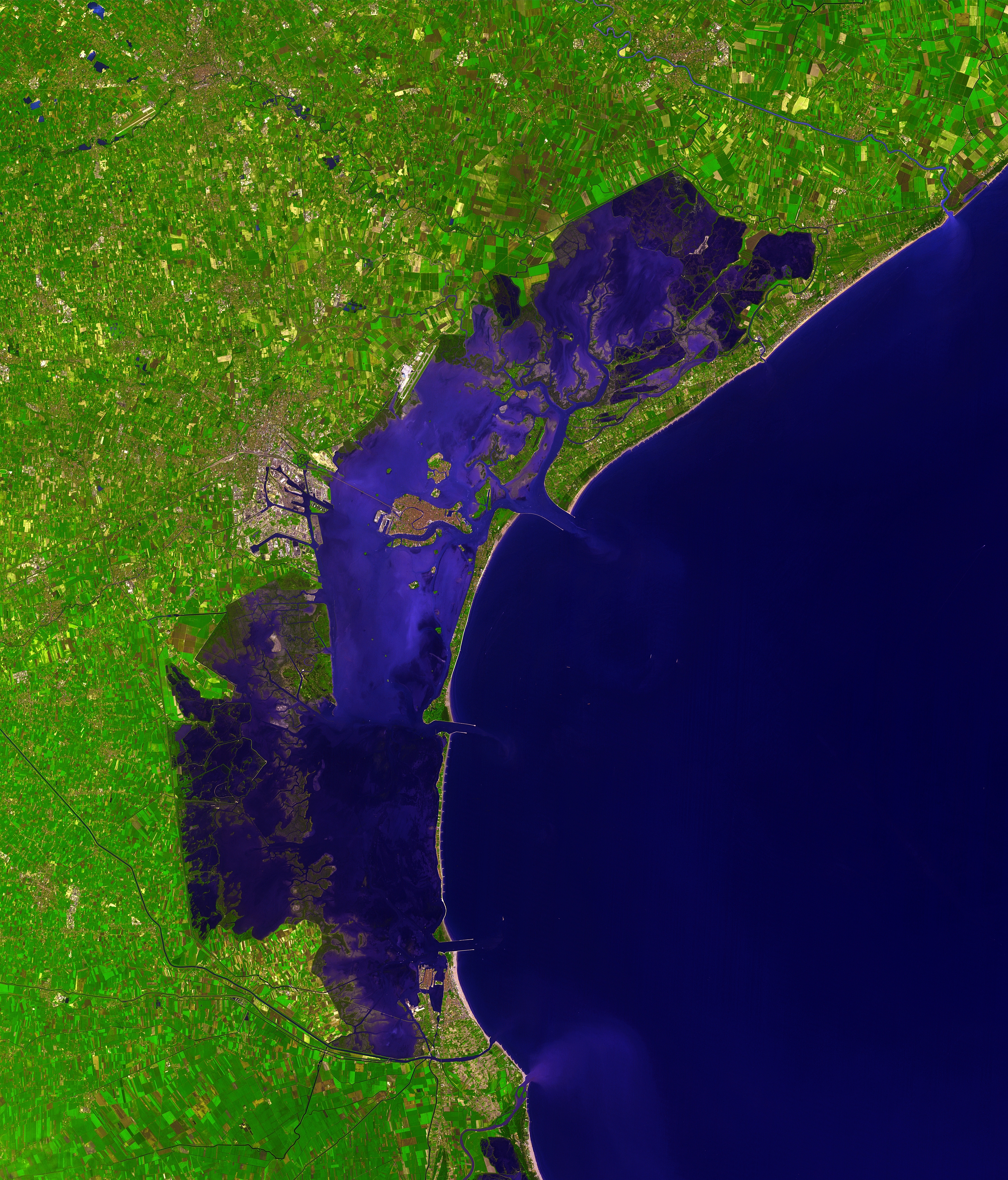
Lagune von Venedig

Eine Lagune ist ein verhältnismäßig flaches Gewässer, das durch Sandablagerungen (Nehrung) oder Korallenriffe – wie zum Beispiel bei einem Atoll – vom Meer weitgehend oder vollständig abgetrennt ist.
In Lateinamerika werden zudem flache Seen im Inland (häufig temporäre Flussseen in Überschwemmungsgebieten) als Laguna bezeichnet.

## Sprachgebrauch
Das Wort Lagune leitet sich über das italienische laguna („in einem Sumpfgebiet liegende Wasserfläche“; Sumpf, Strandsee, Haffsee) vom lateinischen lacuna (Weiher, Lache) ab. An der vorpommerschen und polnischen Ostseeküste finden sich lagunenartige Gewässer in Haff und Bodden genannten Buchten, in Schleswig-Holstein in Buchten, die Noore genannt werden. Am Schwarzen Meer heißen lagunenartige Küstengewässer im Mündungsbereich von Flüssen Limane. Oft haben Lagunen Namensteile wie See oder Bucht.
Die Abgrenzung zu kleinen Binnenmeeren ist fließend, wobei vor allem relativ kleine (meist wenige hundert Quadratkilometer Fläche) und besonders flache (selten mehr als 10 Meter tiefe) Gewässer als Lagunen gelten.

## Entstehung

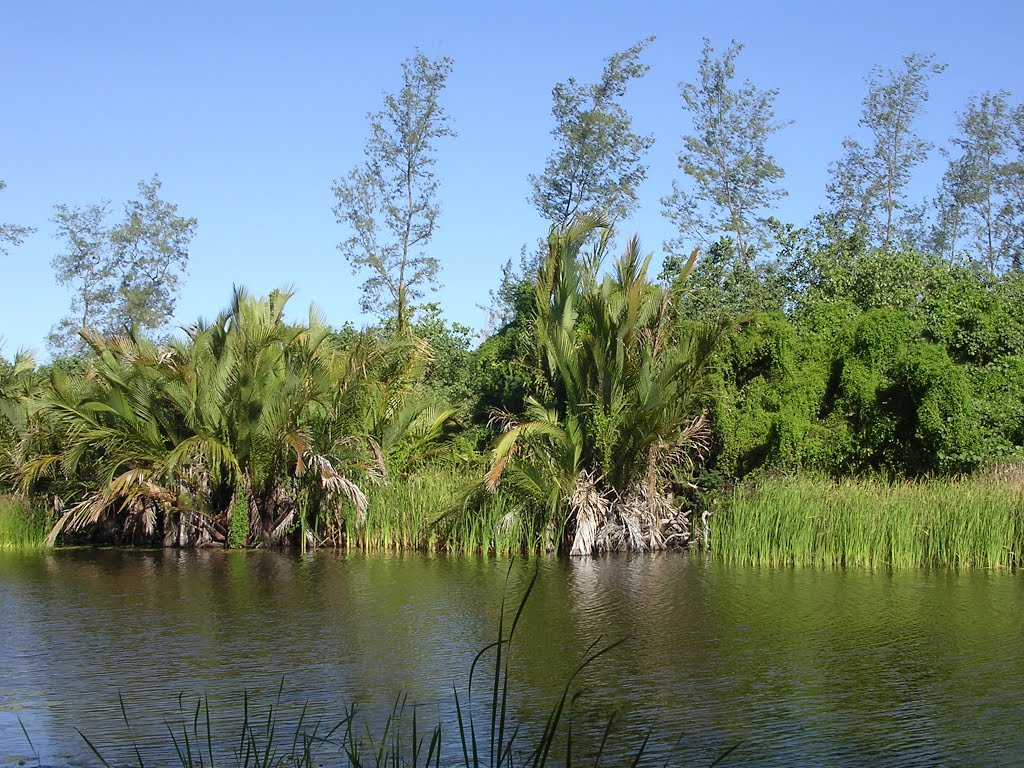
Asan Foun, eine Süßwasserlagune an der Südküste Osttimors

Lagunen entstehen in gemäßigten Breiten und klastisch dominierten Küsten aus „normalen“ Buchten: Durch Strandversetzung, die zur Bildung bzw. Verlängerung von Sandhaken und Nehrungen führt, werden diese Buchten vom offenen Meer abgetrennt. Ist die Abtrennung vollständig, so entsteht aus der Lagune ein Strandsee, der in humidem Klima langsam aussüßt. Solange eine Verbindung zum offenen Meer besteht, enthält die Lagune Brackwasser. In aridem Klima hingegen neigen Lagunen und Strandseen zur Übersalzung.
Völlig anders entstehen die Lagunen an karbonatisch dominierten Küsten tropischer Breiten. Dort wird die Lagune von der Riffkrone eines Korallenriffs gegen das Meer begrenzt, das heißt, das Material, aus dem die Barriere besteht, wird nicht von Strömungen angeschwemmt, sondern wird vor Ort von den riffbildenden Organismen (nicht nur Korallen) produziert. Auch dort bestimmt das Klima, ob die Lagune eher brackisch oder eher übersalzen ist. Einen Spezialfall dieser Lagunenentstehung stellen Atolle dar. Bei diesen sinkt eine kleine ozeanische Vulkaninsel ab bzw. wird erodiert, während ihr Saumriff schnell genug wächst, um mit dem Absinken schrittzuhalten. Am Ende bleibt nur das ringartige Saumriff nahe der Meeresoberfläche und dort, wo einst die Vulkaninsel aus dem Meer ragte, befindet sich die Lagune. Wird ein Atoll angehoben, fällt die Lagune weitgehend oder ganz trocken. Die übrig gebliebene Senke und/oder ein darin befindlicher See behält dann die Bezeichnung „Lagune“.

## Menschliche Einflüsse
Da Lagunen meist nur schlecht zugänglich sind, haben sie sich in vielen Fällen als von Menschen wenig beeinflusste Ökosysteme erhalten können. Diese Feuchtgebiete dienen dabei als wichtige Rückzugsgebiete von Wasservögeln, Fischen, kleineren Tieren und Pflanzen. Die ökologisch wichtigsten Lagunen werden international durch die Ramsar-Konvention geschützt.
Ein Beispiel einer – zumindest teilweise – erschlossenen und genutzten Lagune ist die Lagunenstadt Venedig in der Nähe der Mündung des Po in Italien. Grund für die Stadtgründung in Lagunen ist meist die sehr sichere Lage. Viele Lagunen sind außerdem sehr fischreich, was insbesondere in der Vergangenheit für die Bewohner der Umgebung von großer wirtschaftlicher Bedeutung war.

## Beispiele für Lagunen

### Deutschland

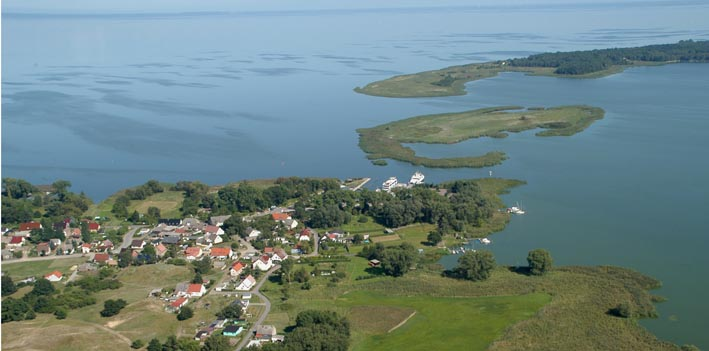
Der Neuwarper See (rechts) beim Fischerort Altwarp ist eine Lagune an der deutsch-polnischen Grenze im Süden des Stettiner Haffs.

- Der Nationalpark Vorpommersche Boddenlandschaft ist der drittgrößte Nationalpark in Deutschland. Seine abwechslungsreiche Lagunenlandschaft bietet eine artenreiche Flora und Fauna.
- Die größte deutsche Lagune ist mit 687 km² das Stettiner Haff, das aber nur mit 277 km² auf deutschem Hoheitsgebiet liegt. Der östliche Teil gehört zur Republik Polen.[5]

### Weltweit
- Zu den weltweit größten Lagunen zählt der Lagoa dos Patos (10.145 km²) in Brasilien, an deren Ufer die Großstadt Porto Alegre liegt.
- Die circa 460 km² große Lagune von Lagos liegt östlich der gleichnamigen Metropole und ist vielleicht das beste Beispiel für eine durch anthropogene Einflüsse ökologisch gefährdete Lagunenlandschaft. Das mit pathogenen Bakterien stark belastete Gewässer erreicht durchschnittlich nur zwei Meter Tiefe und zählt zu den größten Lagunen auf dem afrikanischen Kontinent.
- Das Mar Menor ist eine rund 170 km² große Salzwasser-Lagune in der spanischen Region Murcia und das größte salzhaltige Binnengewässer Europas.[6]
- Sehr bekannt ist die Lagune von Venedig mit der gleichnamigen Lagunenstadt. Die Ausdehnung erreicht rund 550 km².[7]
- Ebenfalls an der Adria finden sich in Albanien mehrere große Lagunen wie die Vain-Kune-Patos-Lagunen, die Lagune von Karavasta, die Lagune von Narta und der Butrintsee, die bedeutende Naturschutz- und Ramsarschutzgebiete sind.[8][9]
- Eine weitere bedeutende Lagune im Mittelmeer ist die Lagune von Messolongi (33,5 km²) im Messolongi-Delta (Griechenland), dem Delta des Flusses Acheloos. Am Nordende dieser Lagune liegt die kleine Stadt Aitoliko auf einer Insel, daran schließt sich die Lagune von Aitoliko an.
- Ahunui als Beispiel einer vollständig von Atollinseln umschlossenen Lagune.
- Die Bucht und Lagune der Walvis Bay ist eines der größten Vogelschutzgebiete Afrikas; ebenso die nahegelegene Lagune der Sandwichbucht.
- Die zum 15.000 m² kleinen See von Preveli gestaute Mündung des Megalopotamos am Strand von Preveli.

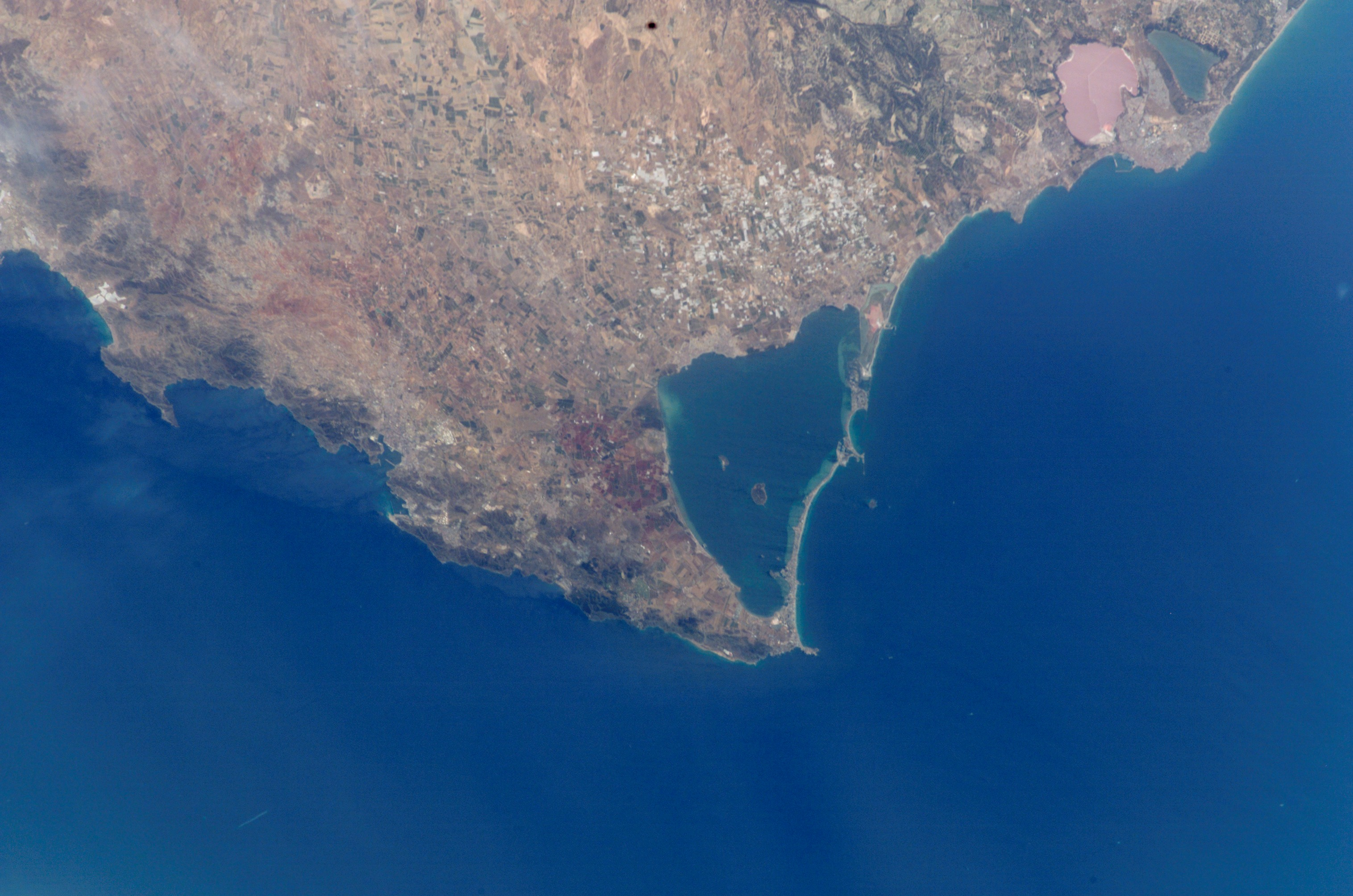
Mar Menor am westlichen Mittelmeer (Spanien)
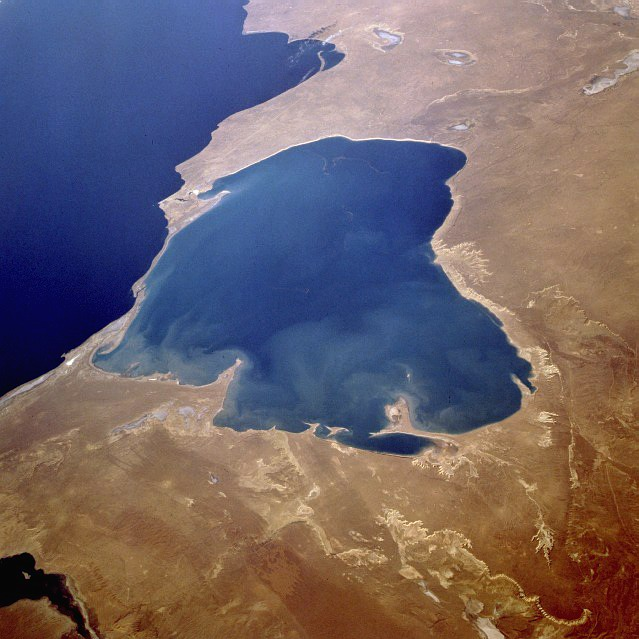
Kara-Bogas-Gol am Kaspischen Meer (Turkmenistan)
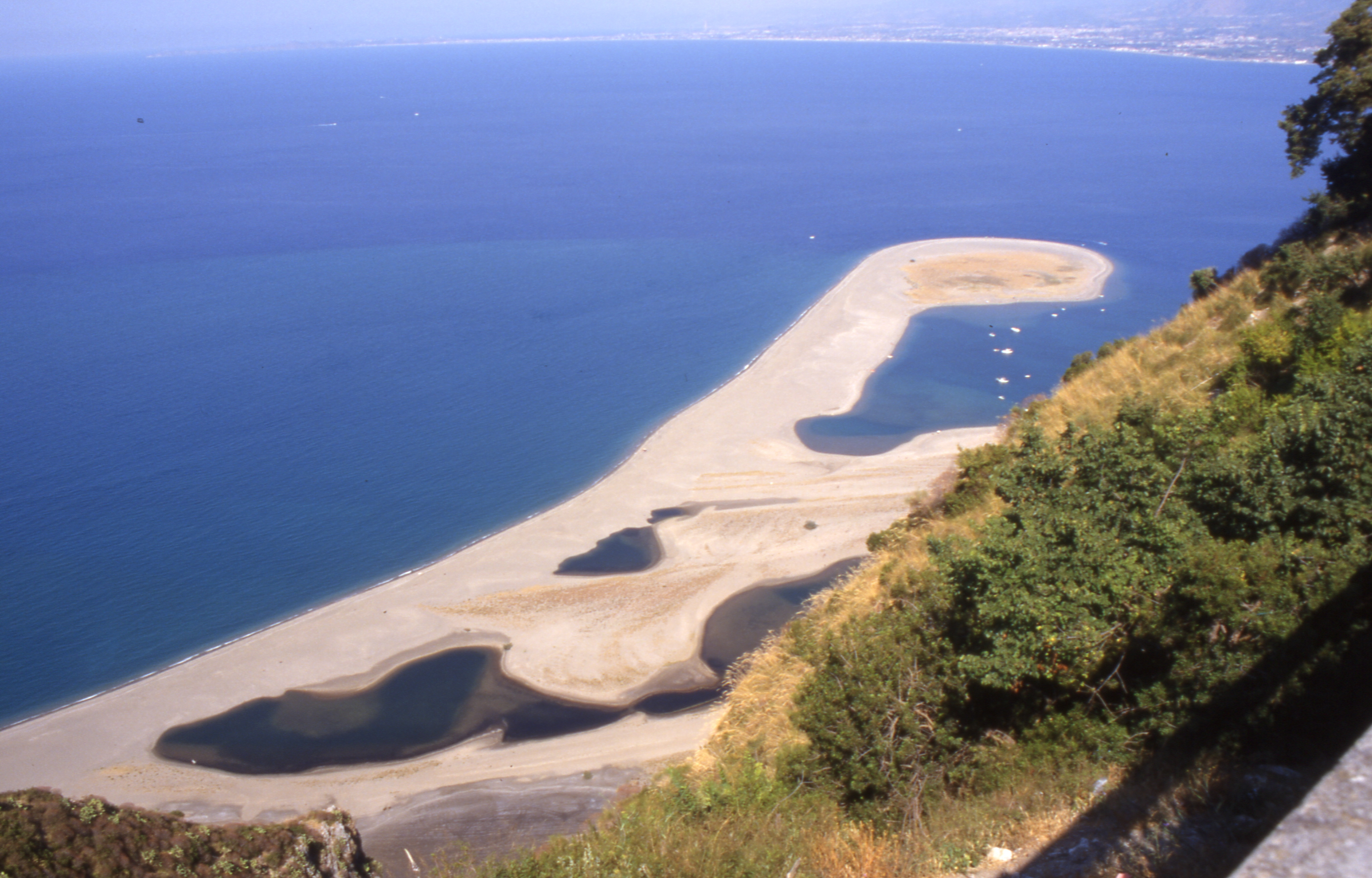
Lagune bei Tindari (Sizilien)
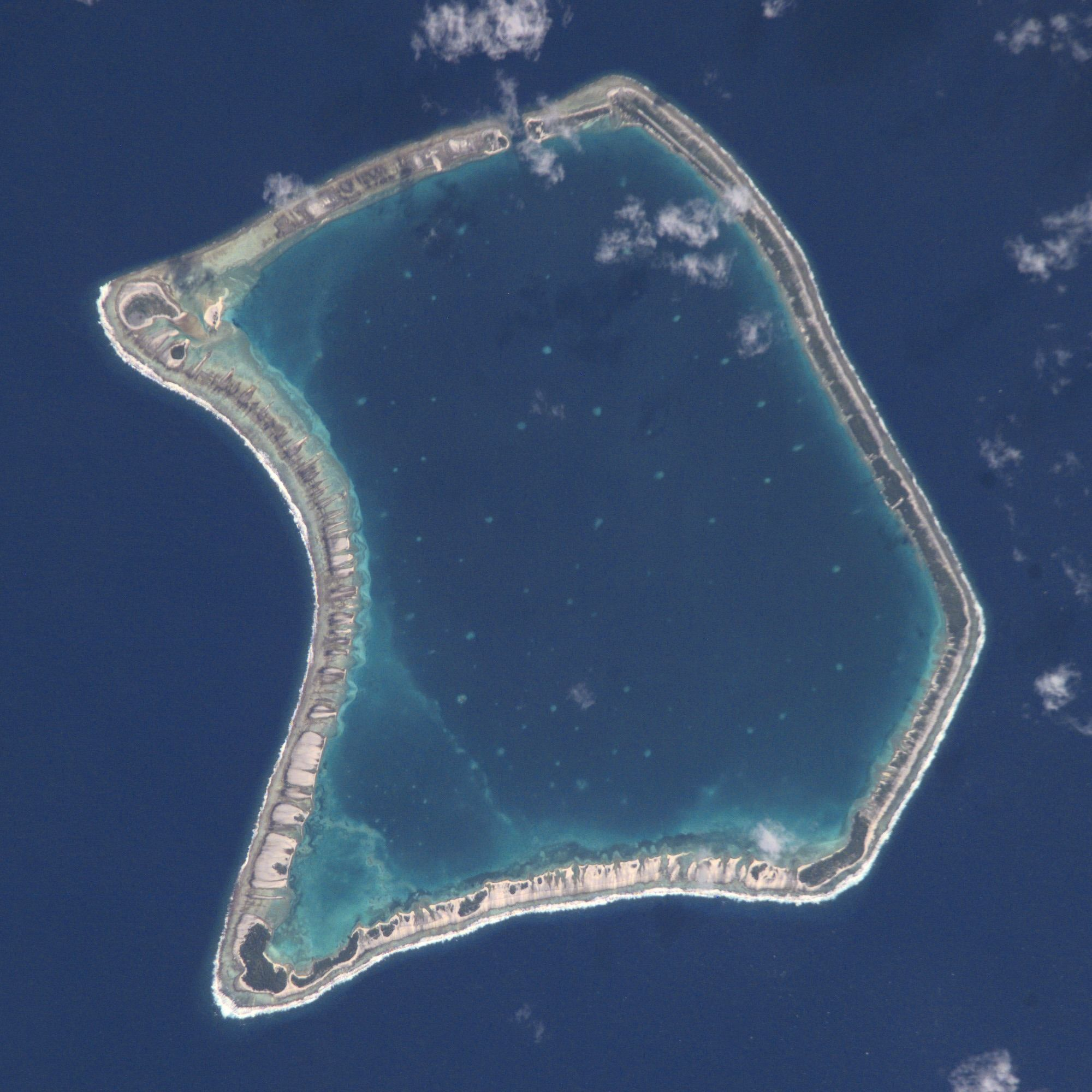
Lagune des Atolls Fangataufa im Pazifik
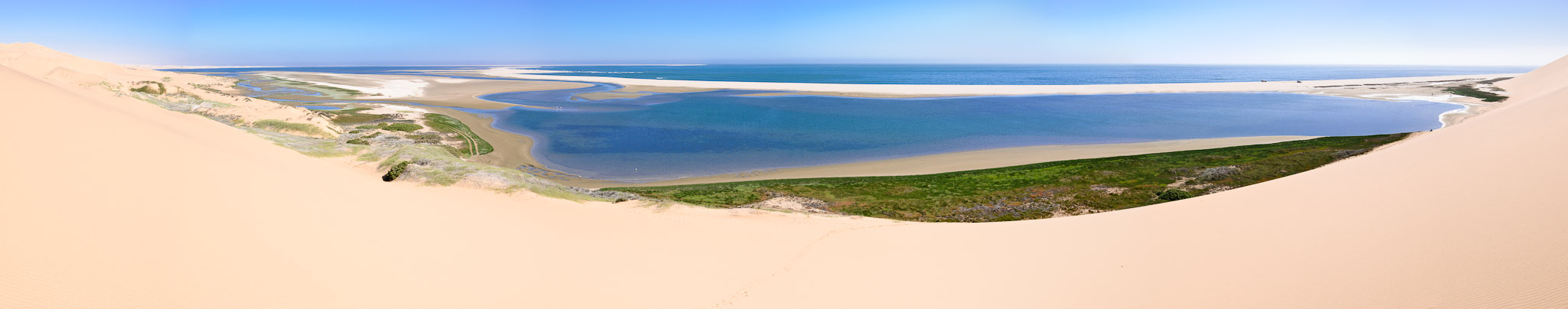
Sandwichbucht, am Südostatlantik (Namibia)